# 维莱莱卡尼库尔
维莱莱卡尼库尔（法語：Villers-lès-Cagnicourt，法語發音：[vilɛʁ lɛ kaɲikuʁ]，意为“卡尼库尔附近的维莱”）是法国上法蘭西大區加来海峡省的一个市镇，属于阿拉斯区。

## 地理
维莱莱卡尼库尔（50°13'21"N, 3°0'34"E）面积4.4 平方千米，位于法国上法蘭西大區加来海峡省，该省份为法国北部沿海省份，西北濒北海，南至索姆省，东临北部省。
与维莱莱卡尼库尔接壤的市镇（或旧市镇、城区）包括：迪里、卡尼库尔、巴拉勒、比西、欧库尔、索德蒙。
维莱莱卡尼库尔的时区为UTC+01:00、UTC+02:00（夏令时）。

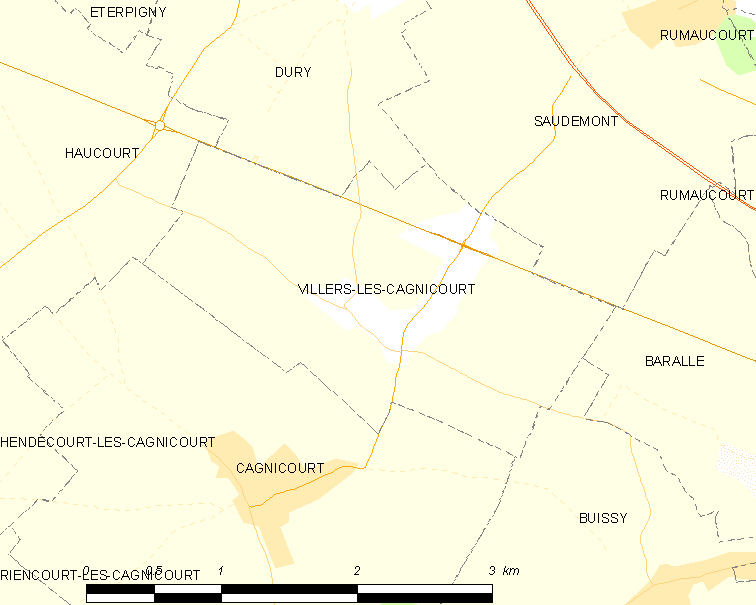
维莱莱卡尼库尔的OSM定位图

## 行政
维莱莱卡尼库尔的邮政编码为62182，INSEE市镇编码为62858。

## 政治
维莱莱卡尼库尔所属的省级选区为布勒比耶尔县。

## 人口

1962-2008年间维莱莱卡尼库尔人口变化图示

维莱莱卡尼库尔于2022年1月1日时的人口数量为254人。